# Oude Groenendijkse- en Barrepolder
De Oude Groenendijkse- en Barrepolder is een polder en een voormalig waterschap in de voormalige gemeenten Benthuizen en Hazerswoude, de tegenwoordige gemeente Alphen aan den Rijn, in de Nederlandse provincie Zuid-Holland.
Het waterschap was in 1813 ontstaan uit:
- De Barrepolder (gesticht vóór 1591)
- De Oude Groenendijkse Polder (gesticht vóór 1549)

Het waterschap was verantwoordelijk voor de waterhuishouding in de polders. Het waterschap ging over in Polder Groenendijk in 1971.